# Дънгарван
Дънгарван (на английски: Dungarvan; на ирландски: Dún Garbháin, на английски се изговаря по-близко до Дънгарвън) е град в Южна Ирландия, графство Уотърфорд на провинция Мънстър. Разположен е на брега на Атлантическия океан. Основан е през 15 век. Имал е жп гара от 12 август 1878 г. до 27 март 1967 г. по крайбрежната линия от Дъблин до Корк. Населението му е 7813 жители от преброяването през 2006 г. 

## Побратимени градове
- Ери (Пенсилвания), САЩ